# Chipre en los Juegos Paralímpicos de Barcelona 1992
Chipre estuvo representado en los Juegos Paralímpicos de Barcelona 1992 por cuatro deportistas masculinos. El equipo paralímpico chipriota no obtuvo ninguna medalla en estos Juegos.